# دومیچلا
دومیچلا (به ایتالیایی: Domicella) یک کومونه در ایتالیا است که در استان آولینو واقع شده‌است.

## خصوصیات
دومیچلا ۶٫۵۰ کیلومترمربع مساحت و ۱٬۸۳۴ نفر جمعیت دارد و ۲۰۰ متر بالاتر از سطح دریا واقع شده‌است.